# Olivier Béranger
 (janvier 2014).
 (juin 2013).
Si vous disposez d'ouvrages ou d'articles de référence ou si vous connaissez des sites web de qualité traitant du thème abordé ici, merci de compléter l'article en donnant les références utiles à sa vérifiabilité et en les liant à la section « Notes et références ».
Olivier Béranger est un auteur-compositeur-interprète français né à Tours (Indre-et-Loire) le 25 juillet 1967[réf. nécessaire].

## Biographie
Dans le milieu du tennis, il a été entraîneur fédéral à Roland-Garros et entraîne notamment Nathalie Dechy entre 2000 et 2001 et responsable du pôle préparation mentale depuis 2021.

### Carrière d'auteur[réf.nécessaire]
Olivier Béranger a écrit pour de nombreux artistes ou groupes avant de se lancer dans une carrière de chanteur. Il a notamment écrit pour:
- 1990 :  Roskin ; Album : Exo Zouk (Vogue ; 1990) ; Titre : "Tu bouges en couleur" (Paroles :Olivier Béranger/Musique: Frédéric Wurtz)
- 1999 : DEM ; Album : Les histoires compliquées  (Sortie Québec : Radisson/1999) / Titres : "Je ne suis pas bien " (Paroles : O.Béranger/D.Dem/Musique: D.Dem), "A quoi pense"(Paroles : O.Béranger/Musique : D.Dem), "Les histoires compliquées" (Paroles : O.Béranger/M.Richer/Musique : D.Dem),"A part toi"(Paroles : O.Béranger/Musique : D.Dem), "Chocolat" (Paroles : O.Béranger/D.Dem/Musique : D.Dem), "Je préfère"(Paroles : O.Béranger/D.Dem/Musique : D.Dem),"Fumer un peu d'air"(Paroles : O.Béranger/D.Dem/Musique : D.Dem),"Les p'tits coups"(Paroles : O.Béranger/P.Notte/Musique : D.Dem),"J'veux pas rentrer chez moi"(Paroles : O.Béranger/Musique : D.Dem)
- 2001 : Pablo Villafranca ; Album : Juste pour quelqu'un (Sony/Epic ; 2001) / Titre : "Je fais comme je suis" (Paroles : Olivier Béranger/Musique : David Gategno)
- 2002 :  Natasha St-Pier ;  Album : De l'amour le mieux (version Québec : Sony/Columbia/Guy Cloutier 2002) / Titre : "Enlève ton blouson" (Paroles : Olivier Béranger-Fred Doll/Musique : David Gategno)/Double disque d'or.
- 2003 : Christophe Maé ; Album : Sa danse donne (Warner/2003) / Titres : "Tout ce temps qui passe" (Paroles : O.Béranger/Musique : Olivier Schultheis/Jean-Pierre Pilot/Christophe Maé), "Je cherche la voie"(Paroles : O.Béranger/Musique : Olivier Schultheis/Jean-Pierre Pilot/Christophe Maé)
- 2003 : Petula Clark ; Album : Kaléïdoscope (BMG/2003) / Titre : "Recommencer à zéro" (P.Clark/adaptation : O.Béranger/Musique : David Hadzis)
- 2003 : Alexandra Lucci ; Single (Jim music/2003) / Titre : "J'ai pas fait Pop-Stars" (Paroles et Musique : Olivier Béranger)
- 2004 : Steeve Estatof ; Album : À l'envers (BMG/2004) ; Titre : "Si je reviens" (Paroles : O.Béranger/Musique : O.Schultheis/JP.Pilot)
- 2005 : Vincent Venet ; Album : Humeur (Viva dic/2005) / Titre : "Les éoliennes" (Paroles : O.Béranger/V.Venet/Musique:J.M Veneziano/V.Venet)
- 2005 : Tina Arena ; Album : Un autre univers (Sony/Bmg/Columbia/2005) ; Titre : Il y a des jours (Paroles : O.Béranger sous le pseudo "LP Kovski"/Musique : David Gategno)
- 2006 : Marka ; Album : Aktion man  (Daring music/Viva disc/2006) ; Titres : La mémoire des noms (Paroles : S.Van Laeken/O.Béranger/Musique : S.Van Laeken), Viens (Paroles : S.Van Laeken/O.Béranger/Musique : S.Van Laeken)
- 2011: Tessa Scheli Album éponyme  (Orit Productions) ; Titres : "Merci, à demain" (Paroles : Tessa Scheli, Tchook, O.Béranger/Musique : Tchook), "Je m'abandonne" (Paroles : Tessa Scheli, Tchook, O.Béranger/Musique : Tchook),  "Lami de la famille" (Paroles et Musique : Olivier Béranger)
- 2013 : Tommy Album : "L'aube claire; Titre : Midnight fall (Paroles : Tommy Chiche/O.Béranger/Musique : Tommy Chiche)

## Discographie
- 1990 : Where is the rabbit (single maxi/Bmg/Ariola)[3]
- 1996 : Détournement mineur (k7/autoproduction)
- 2005 : Un toit à moi (EP/5 titres/autoproduction)
- 2006 : Politique people (single/autoproduction)
- 2007 : La terre est en colère (album/autoproduction/label numérique :"Believe")
- 2010 : 88 (double album français/anglais- 88 productions/distribution : SOCADISC)
- 2014 : Larmes Secrètes (album/autoproduction)
- 2017 : Internoctambulles (production Olivier Béranger et Bernard Giguet)

## Annexe/bibliographie
- Il apparaît également dans l'ouvrage : Christophe Maé biographie et photos (instant-mag2/page 27 à 29)